# 鲁伊吉
鲁伊吉 布隆迪东部城市。鲁伊吉省省会。2007年人口约40000人。产咖啡，有工艺和贸易、畜牧业。有砖瓦生产。

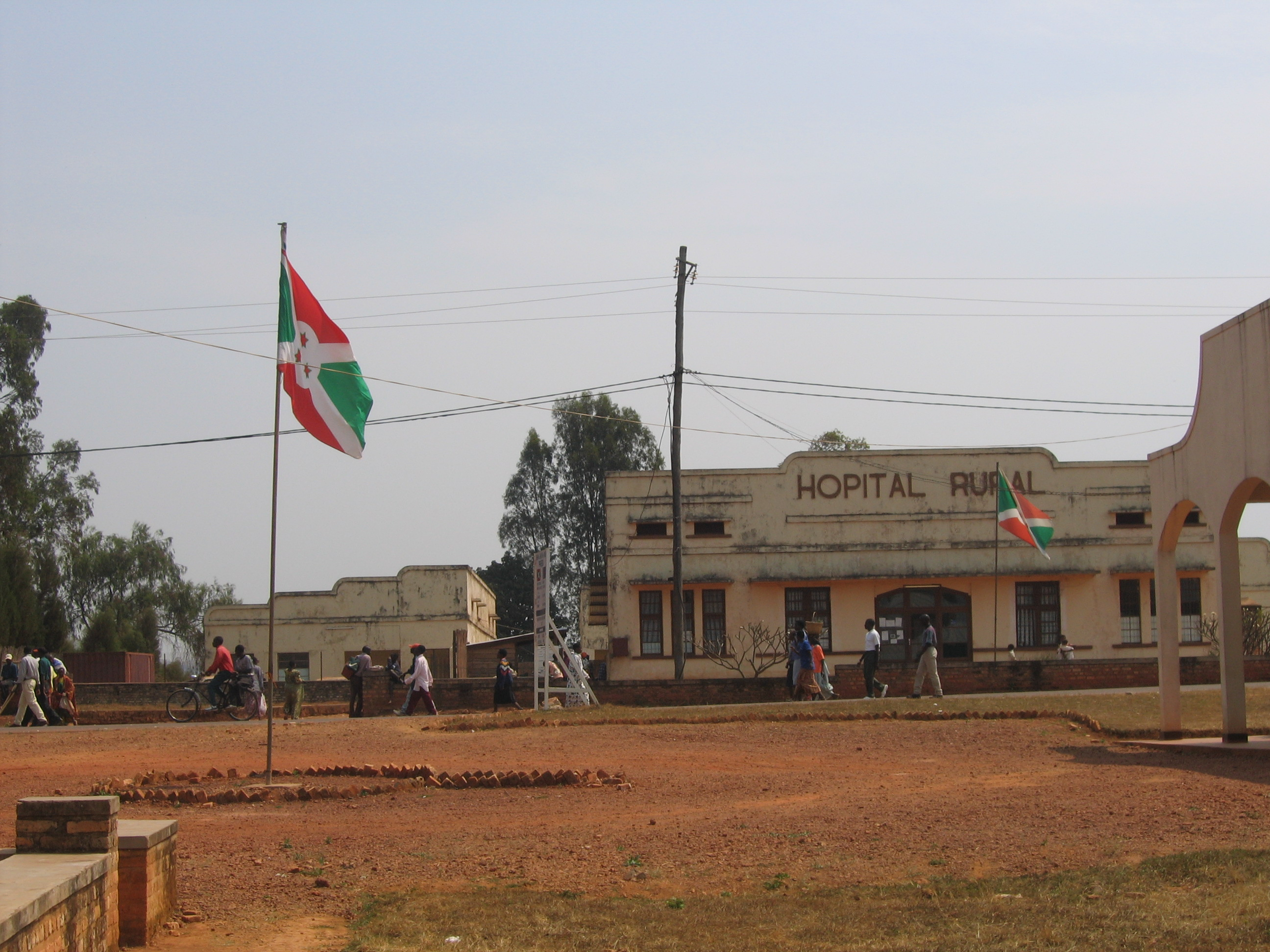
医院

3°29′S 30°15′E / 3.483°S 30.250°E